# San Gregorio VII (título cardenalicio)
San Gregorio VII (en latín: "Sancti Gregorii VII") es un título cardenalicio de presbítero, dedicado a Su Santidad Gregorio VII y que se instituyó el día 29 de abril de 1969 por el papa Pablo VI.
La sede de este título es la Iglesia San Gregorio VII, situada en el barrio de Aurelio de Roma.
Actualmente el cardenal titular es el indio Baselios Cleemis, que ostenta el cargo de Arzobispo Mayor de Thiruvananthapuram y Catholicós ("Primado") de la Iglesia católica siro-malankara.

## Iglesia San Gregorio VII
Es una Iglesia parroquial situada en la Via del Cottolengo, del barrio romano de Aurelio. Fue construida por orden del papa Pío XII, bajo el mando de los arquitectos Mario Paniconi y Giulio Pediconi, entre 1960 y 1961. Su techo está apoyado por 10 pilares y es estructuralmente independiente de las paredes, que terminan antes de llegar a él ("el espacio se llena por vaso"). En la cripta es una representación de la "Vida de San Francisco" en una técnica poco común de incrustaciones de piedra. En la actualidad está dirigida por la Orden Franciscana (O.F.M Conv).

## Titulares
- Eugênio de Araújo Sales (30 de abril de 1969-9 de julio de 2012)
- Baselios Cleemis (Desde el 24 de noviembre de 2012).